# Busnadiego
Busnadiego es una localidad del ayuntamiento de Lucillo, dentro del Partido Judicial de Astorga (provincia de León). Dista 3,8 km de la capital del municipio y está a 1.255 m s. n. m.

## Evolución demográfica
| 2000 | 2001 | 2002 | 2003 | 2004 | 2005 | 2006 | 2007 | 2008 | 2009 | 2010 | 2011 | 2012 | 2013 | 2014 | 2015 | 2016 | 2017 | 2018 | 2019 | 2020 | 2021 | 2022 |
| 8    | 8    | 8    | 8    | 9    | 10   | 9    | 9    | 9    | 9    | 10   | 10   | 10   | 11   | 13   | 13   | 12   | 12   | 12   | 12   | 12   | 12   | 12   |

- Datos: Q5736035